# 圣让德塞拉尔格
圣让德塞拉尔格（法語：Saint-Jean-de-Ceyrargues，法語發音：[sɛ̃ ʒɑ̃ də seʁaʁɡ]）是法国加尔省的一个市镇，属于阿莱斯区。

## 地理
圣让德塞拉尔格（44°3'5"N, 4°13'37"E）面积6.65 平方千米，位于法国奧克西塔尼大區加尔省，该省份为法国南部沿海省份，南端濒地中海，北起顺时针与阿尔代什省、沃克吕兹省、罗讷河口省、埃罗省、阿韦龙省和洛泽尔省接壤。
与圣让德塞拉尔格接壤的市镇（或旧市镇、城区）包括：巴龙、厄泽、圣塞赛尔-德戈济尼昂、圣艾蒂安德洛尔姆、圣伊波利特德卡通、圣莫里斯-德卡兹维埃耶。

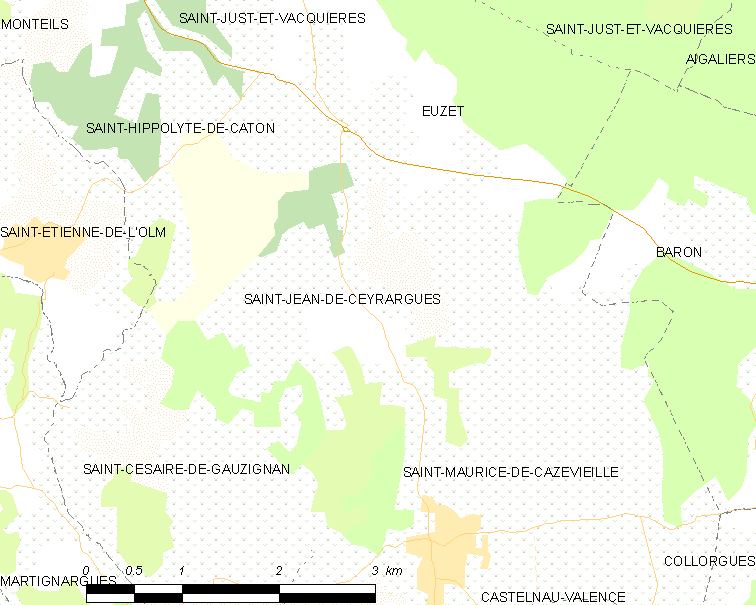
圣让德塞拉尔格的OSM定位图

圣让德塞拉尔格的时区为UTC+01:00、UTC+02:00（夏令时）。

## 行政
圣让德塞拉尔格的邮政编码为30360，INSEE市镇编码为30264。

## 政治
圣让德塞拉尔格所属的省级选区为阿莱斯第三县。

## 人口

1962-2008年间圣让德塞拉尔格人口变化图示

圣让德塞拉尔格于2022年1月1日时的人口数量为173人。